# Odondebuenia balearica

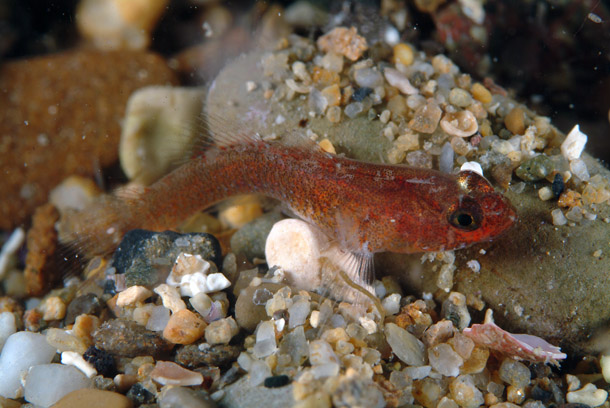
Exemplar de la Toscana

Odondebuenia balearica és l'única espècie del gènere de peixos Odondebuenia.

## Etimologia
Odondebuenia fa referència al naturalista aragonès Odón de Buen y del Cos (1863-1945).

## Morfologia
Cos comprimit, poc allargat, cobert d'escates ctenoides que manquen a l'àrea predorsal, els opercles i les galtes. Sobre la línia longitudinal màxima hi ha habitualment de 28 a 30 escates, amb valors extrems de 24 a 30. Canals mucosos presents, però manca l'òculo-escapular posterior. Els ulls sobresurten del perfil superior del cap. Espai interorbitari estret. Primera aleta dorsal triangular, amb 6 radis de llargada decreixent; en els mascles el primer radi doblegat cap enrere arriba al centre de la segona dorsal. Aquesta, molt propera a la primera, té un radi espinós i 9 o 10 radis tous; anal amb un radi espinós i de 8 a 10 radis tous. Sobre la base de l'aleta caudal hi ha dues escates grosses amb espines marginals de llargada decreixent cap a l'extrem posterior. Sense disc ventral; les aletes ventrals estan unides per una membrana vestigial. Cos de color vermell amb punts negres i algunes línies blaves verticals. La longitud total màxima és de 32 mm segons la majoria d'autors.

## Alimentació
El seu nivell tròfic és de 3,01.

## Hàbitat i distribució geogràfica
És un peix marí, de clima subtropical (46°N-30°N, 6°W-36°E) i demersal que viu entre 20-70 m de fondària sobre fons coral·lins de la mar Mediterrània: l'Estat espanyol (incloent-hi les illes Balears), França (incloent-hi Còrsega), Itàlia (incloent-hi l'illa de Sicília), Eslovènia, Croàcia, Bòsnia i Hercegovina, Montenegro, Grècia (incloent-hi Creta), Xipre i, probablement també, Turquia.

## Observacions
És inofensiu per als humans i el seu índex de vulnerabilitat és baix (10 de 100).